# Хасімото Ґахо
Хасімото Ґахо (яп. 橋本 雅邦; *21 серпня 1835 — 13 січня 1908) — японський художник кінця періоду Едо і періоду Мейдзі. Представник школи Кобікітьо. Мав псевдоніми Коккісай, Сьоен, Суйгецу Гасей і Тогансай.

## Життєпис
Походив з родини митців. Син художника Хасімото Сейен Осакуні, який служив роду Мацудайра, пов'язаного сімейними зв'язками з кланом Токугава. Народився 1835 року в Едо (столиці сьогуната Токугава), після повноліття отримав ім'я Масакуні. З дитинства навчався малюванню у батька. У 1847 році стає учнем Кано Сьосен'іна, очільника школи Кобікітьо (гілки школи Кано). В цей час взяв псевдонім Гахо. 1857 році змінив на посаді очільника школи Кобікітьо свого старшого товариша Кано Хогая.
Завдяки таланту та енергійності Хасімото Гахо школа Кобікітьо стало провідним представником школи Кано. 1869 року відкрив власну майстерню, але стикнувся з кризою під час реставрації Мейдзі, оскільки впав інтерес до класичного японського живопису. В цей час Хасімото Гахо вимушений був приймати різні замовлення, що не були пов'язані з живописом, оскільки опинився у скруті. Так, Хасімото виконував замовлення для Військово-морської академії зі створення мап.
З 1870-х років Хасімото активно сприяв відновленню зацікавленості до мистецтва школи Кано. Хасімото отримує призи на Першій та Другій виставці Міністерства індустрії і торгівлі Японії, стає широко відомим в творчих колах країни. У 1885 році разом з Кано Хогаєм, Ернестом Феноллозою і Окакура Какудзо сприяв створенню Товариства любителів живопису Канга-кай. У 1888 році Окакура Какудзо запрошує Хасімото Гахо викладачем до Токійської школи витончених мистецтв на відділення традиційного мистецтва.
У 1890 році він був серед перших митців, які стали імператорськими придворними художниками. Після того, як Окакура Какудзо в 1898 році залишає посаду директора Академії мистецтв, Хасімото також залишає її, і разом зі своїми учнями Йокояма Тайкан, Каваї Ґйокудо, а також художниками Сімомура Кандзай, Хісіда Сюнсьо засновує Японський художній інститут, де розробляє нові для японського живопису положення з відображення перспективи на картинах і гри світлотіні. Тутпрацювавдо самої смерті у 1908 році.

## Творчість

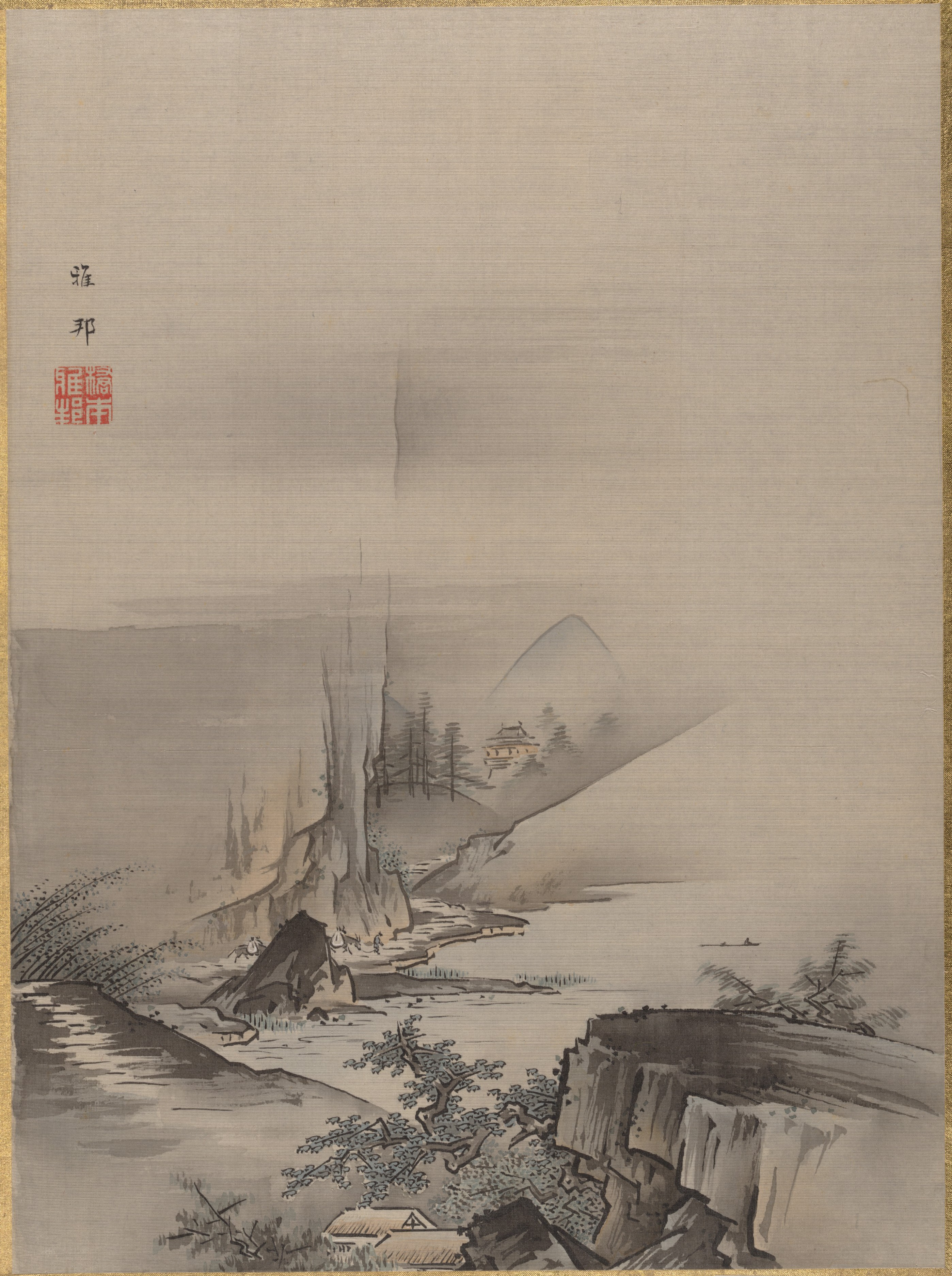

Був одним з останніх представників стилю Кано. Створював традиційні для цієї школи багатоколірні картини з притрушенням золотим пилом і монохромні роботи («Квітучі вишні»). З часом до класичної техніки долучив досягненнязахідноєвропейськогоживопису — світлотінь, використання перспективи, увагу до деталей. Тематика його картин доволі широка: від побутових сцен і діяльності людини до зображення квітів і птахів та пейзажів, а також епізодів з буддистської історії історій. Найкращими є доробки, де представлено морські, річкові та гірські пейзажі.